# Bactrocera verbascifoliae
Bactrocera verbascifoliae är en tvåvingeart som beskrevs av Drew och Albany Hancock 1994. Bactrocera verbascifoliae ingår i släktet Bactrocera och familjen borrflugor. Inga underarter finns listade.